# Johannes Schmitt (Leichtathlet)
Johannes Schmitt (* 18. Februar 1943 in Berlin; † 28. Dezember 2003 in Küssnacht) war ein deutscher Leichtathlet und Olympiateilnehmer, der – für die Bundesrepublik startend – bei den Europameisterschaften 1962 die Goldmedaille mit der 4-mal-400-Meter-Staffel gewann (3:05,8 min, Europarekord, Johannes Schmitt, Wilfried Kindermann, Hans-Joachim Reske, Manfred Kinder).
Er startete auch bei den Olympischen Spielen 1964 in Tokio: Mit der 4-mal-400-Meter-Staffel belegte er Platz fünf (3:04,3 min), im 400-Meter-Lauf schied er im Zwischenlauf aus.
1964 wurde er mit der 4-mal-100-Meter-Staffel des ASV Köln Deutscher Meister, 1963 und 1964 Deutscher Vizemeister über 400 Meter.
Schmitt startete für den Sportverein ASV Köln. In seiner aktiven Zeit war er 1,79 m groß und wog 67 kg.